# Henri Vlemincx

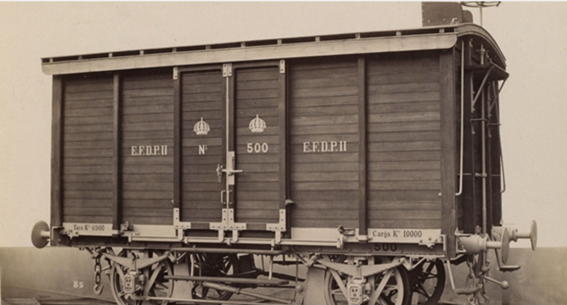
Vagão de Trem da Estrada de Ferro Dom Pedro II

A Bélgica se envolveu muito cedo na construção da infraestrutura ferroviária do Brasil com a vinda do engenheiro Henri Vlemincx, um engenheiro e artista amador que entre os anos de 1859 a 1865 dirigiu o Serviço de Tráfego da Estrada de Ferro Dom Pedro II.  O álbum é proveniente da família do artista na Bélgica, e foi conservado por mais de cem anos juntamente com uma coleção de fotografias adquiridas por Vlemincx no Brasil, e algumas, talvez realizadas por ele. A "Brasiliana Itaú: uma grande coleção dedicada ao Brasil" de Pedro Corrêa do Lago. no Instituto Moreira Salles com  64 desenhos  feitos com lápis sobre papel entre 1861 e 1866. trabalho de Vlemincx é importante por registrar vistas raramente observadas por artistas viajantes, mas é sobretudo curioso devido à sua insistência em usar o lápis quando a fotografia já era disponível, e poderia produzir em resultado de muito melhor qualidade na captura da paisagem em um tempo bem menor.

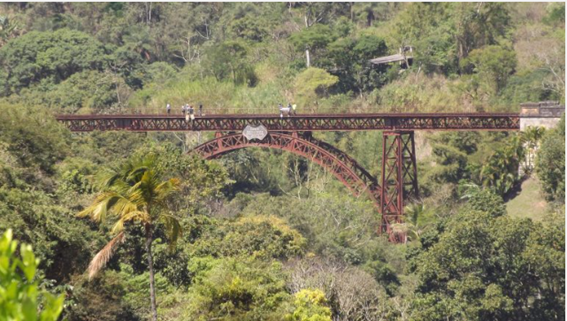
Um exemplo de pontes construída na Bélgica.: Viaduto Paulo de Frontin, trecho da EF Melhoramentos do Brasil. Foto de Eduardo ("Dado"), 2018

Henri Désiré Albert Joseph Vlemincx, filho de Louis Joseph e Sabine Antoinette Marie Josephe Recq, nasceu em Charlerloi em 16 de março de 1816. Optou por uma carreia militar. Foi incorporado ao 11º regimento na província de Brabant, município do 12º cantão de Schaerbeek, em 14 de maio de 1835. Aos 19, ele entrou na escola militar localizada na rue de Namur em Bruxelas. Dois anos depois, em 25 de julho de 1837, Vlemincx foi nomeado segundo-tenente. Após um estágio, foi admitido definitivamente em abril de 1840 e nomeado para o Batalhão de Mineiros Sapeurs em 16 de abril de 1840.
No banco de dados dos Arquivos Nacionais da Bélgica, o Consulado da Bélgica em São Paulo encontrou  Henri Désiré Albert Joseph Vlemincx, lieutenant du Génie, de 32 anos, vivendo no município de Ixelles (perto de Bruxelas) que assinou a certidão de casamento da sua irmã Charlotte Joséphine Estelle Vlemincx no dia 03 de maio de 1848.
No dia 3 de novembro 1858, o Capitão Vlemincx solicitou três anos de licença para se colocar à disposição do governo brasileiro, a fim de cuidar da operação e construção da Estrada de Ferro Dom Pedro II. No dia seguinte, o secretário-geral do Ministério das Relações Exteriores interveio junto ao Ministro da Guerra destacando que "A experiência mostra que esta é a melhor maneira da Bélgica receber encomendas de equipamentos ... Seria, portanto, altamente desejável que o Sr. Vlemincx pudesse aceitar as propostas que lhe foram feitas”. Vlemincx recebe uma licença de um ano e partiu para o Brasil.
O jornal "Correio Mercantil" de 14 de janeiro de 1860 anotou na primeira página a chegada do engenheiro Vlemincx em dezembro de 1859. Ele foi contratado na Europa por ordem do governo imperial, a pedido da diretoria da Estrada de Ferro Dom Pedro II para administrar a linha e tomou posse no dia 11 de dezembro de 1859. A tarefa de Vlemincx era a contabilidade do tráfego, sua inspeção e fiscalização, baseada na prática dos processos e modelos usados nas estradas de ferro bem-organizadas.
Oito outros belgas são empregados sob suas ordens, incluindo vários chefes de departamento. O livro "Brasil e Bélgica" informa que o inspetor geral Vlemincx "contribuiu para levar encomendas de material ferroviário para as metalúrgicas belgas".  O Consulado da Bélgica em São Paulo não encontrou detalhes sobre estas encomendas que falam, e a pesquisa só revelou dois diferentes tipos de vagões de cargo fabricados na Bélgica.
Comentários nos sites o definem como lobista que favoreceu o pequeno parque industrial da Bélgica que.  se beneficiou com as encomendas realizadas.
Em abril de 1860, o general belga Pierre Emmanuel Félix Chazal concedeu-lhe uma prorrogação de dois anos de licença. O governo brasileiro prorrogou o contrato do capitão Henri Vlemincx como inspetor-geral da parte em operação, por um novo mandato de três anos. Isso é concedido em julho de 1865.
No dia 24 de abril de 1865, Vlemincx voltou para a Europa, como consta no "Jornal do Commercio" do mesmo dia:
"Estrangeiros como o Sr. Vlemincx são sempre bem-vindos: ao contrário da maior parte, ele via sempre em primeiro lugar o que havia de bom no Brazil, e ai detinha suas vistas, passando ligeiramente com a tolerância de um cavalheiro ilustrado e de fina educação, pelos defeitos inerentes a todas as comunhões humanas". ... "sua lembrança pendurará gravada na memória de todas aquelas pessoas que o tratarão de perto, que apreciarão suas eminentes qualidades..." e foi honrado pelo imperador Pedro II com a Ordem da Rosa. O mesmo jornal confirma a informação do livro "Brasil e Bélgica": "O Sr. Vlemincx não foi útil somente ao Brazil; promovendo os interesses da empresa, obteve também resultados vantajosos para seu país. Por proposta sua fizeram-se encomendas de material para a estrada de ferro, na importância de centenas de milhares de francos a diversas fabricas da Bélgica; e o resultado correspondeu à expetativa, sendo todos os fornecimentos da melhor qualidade e por preços razoáveis."
Na Bélgica, ele retomou seu serviço ativo em 1º de outubro de 1866, como adjunto do Comandante da cidade de Antuérpia. Em 4 de março de 1871, Vlemincx ascendeu ao posto de major, quinze dias depois, em 20 de março, recebeu sua aposentadoria.
Ele morreu em Bas-Oha (província de Liège) em 13 de agosto de 1883 com 67 anos de idade.
O Museu Real das Forças Armadas e da História Militar em Bruxelas, Bélgica guarda, entre outros, no arquivo Vlemincx, um álbum com recordações de estrada de ferro de Dom Pedro II que contém 79 documentos, entre outros desenhos, fotos e mapas.
Fontes:
- 53 INVENTAIRE du fonds VLEMINCX no Arquivo do Museu Real das Forças Armadas e da História Militar em Bruxelas
- Brazilië - België: 145 jaar Belgisch-Braziliaanse betrekkingen. - Brussel: Koninklijk Legermuseum, 1977. (Catalogus van de tentoonstelling)
- Le Brésil, l'Europe et les équilibres internationaux, XVIe-XXe siècles / Kátia M. de Queirós Mattoso,Denis Rolland. - Université de Paris IV: Paris-Sorbonne. Centre d'études sur le Brésil. - p. 229
- Brasil e Bélgica : Cinco séculos de conexões e interações / organização Eddy Stols, Luciana Pelaes Mascaro e Clodoaldo Bueno. - São Paulo : Narrativa Um, 2014. - p. 87
- Vagão de Trem da Estrada de Ferro Dom Pedro II[2]Brasiliana Itaú: uma grande coleção dedicada ao Brasil / Pedro Corrêa do Lago. - São Paulo: Capivara, 2014. - p. 69

## Leituras adicionais
- Brasil-Bégilca: Relações Econômicas: Comércio e Empresas